# Красопулис
Красопулис (на гръцки: Κρασοπούλης) е река в Егейска Македония, Гърция.

## Описание
Трипотамос извира от планината Голен (Колона), източно под връх Гелона (1204,9 m) под името Крионери (Κρυονέρι). Тече в източна посока и минава южно от село Елафина и село Амбелия и завива на североизток. Приема десните си притоци Богдана и Макос и левите Сарпата, Вандолакос и Скордаи при Сикия. Излиза от планината при Неокастро. Традиционното легло на реката – Палео Красопулис, заобикаля Мелики от изток и минава през Продромос, новото минава от запад на Мелики и се влива в Бистрица (Алиакмонас) като десен приток северно от Продромос.

## Водосборен басейн
→ ляв приток, ← десен приток
- ← Богдана
- ← Макос
- → Сапрата
- → Вандолакос
- → Скордаи